# Казнено-поправни завод Фоча
Казнено-поправни завод Фоча основан је 1949. године. Казнено-поправни завод Фоча је установа затвореног типа, у којој казну затвора издржавају мушка лица. 

## Карактеристике
Сви послови у овој установи извршавају се у складу са Законом о извршењу кривичних санкција те у складу са кућним редом КПЗ-а, у којем тренутно на издржавању казне затвора борави 180 осуђених лица, рекао је директор Синиша Голијанин: Попуњеност КПЗ-а је око 53 посто.
Казнено-поправни завод препознатљив је по пољопривредној фарми и туристичком комплексу Бриони, гдје се затвореници припремају за излазак на слободу. Бриони, мало острво на ријеци Ћехотини, на којем КПЗ посједује свој мотел са рестораном, али и смјештајне капацитете, незаобилазна је дестинација туристима који долазе у Фочи. У близини је и велика пољопривредна фарма са које се храном снабдијевају кухиња КПЗ-а и ресторан Бриони, а један дио производње иде и на тржиште. Овај концепт преваспитавања затвореника, који има вишеструку корист, похвалио је и нови министар правде.